# 白い羽根運動
白い羽根運動とは第一次世界大戦中のイギリスにおいて、女性が軍に入隊していない男性に白い羽根を渡し臆病者として晒し上げ、入隊を促す有名な募兵運動及び恥辱を与えるための活動であった。白い羽根運動はその開始時においてエメリン・パンクハーストやバロネス・オルツィといった初期の著名なフェミニストやサフラジェットの役割が有名である。この運動はしばしば男性たちの間で精神的苦痛や自殺を引き起こし世間では不評だったが、政府からは成功した活動だと見られパンクハースト姉妹や女性社会政治同盟(WSPU)はその貢献に対し政府から表彰された。またこの運動は土地を所有する女性に初めて参政権を与える1918年の国民代表法の成立の要因の一つと解釈されている。